# ルドヴィーコ・リッパリーニ
ルドヴィーコ・リッパリーニ（Ludovico Lipparini、1800年2月17日 - 1856年3月19日）はイタリアの画家である。

## 略歴
ボローニャで生まれた。1817年にヴェネツィアに移り、ヴェネツィア美術アカデミーで、コッツァ(Liberale Cozza:1768–1821) やテオドロ・マッティーニ(Teodoro Matteini:1753-1831)に学んだ。
1821年からローマ、ナポリ、フィレンツェ、パルマを旅して、古典作品を学んだ。1823年にヴェネツィアに戻り、新古典主義のスタイルで描いた作品は、ボローニャに引退していたフェリーチェ・バチョッキに買い上げられ、リッパリーニはボローニャの美術アカデミーの名誉会員に選ばれた。
1824年に、恩師マッティーニの娘で風景画家のアンナ・マッティーニ(1782-1878)と結婚した。この頃は家族や有力者の肖像画を多く描いた。1831年に義理の父親のマッティーニが亡くなった後、ヴェネツィア美術アカデミーの教授の職を継いだ。リッパリーニの教えた学生にはアントニオ・ロッタやポンペオ・マリーノ・モルメンティ、トランクイッロ・クレモナらがいる。
同時代の画家、フランチェスコ・アイエツと同じように、中世の歴史を題材にした絵画を描き、1821年から1830年まで続いたギリシャ独立戦争を題材にした作品も描いた。

## 作品

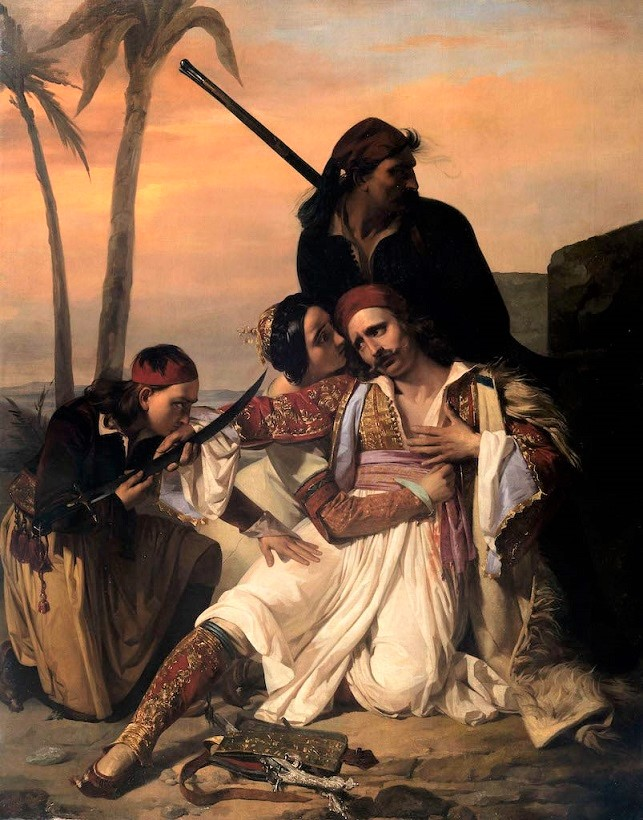
Lambro Zavellaの死 (1840)
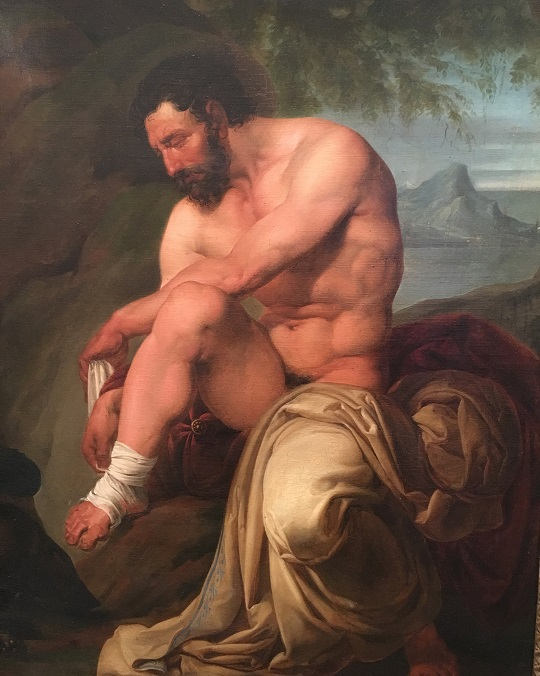
傷ついたピロクテーテース
「別れ」
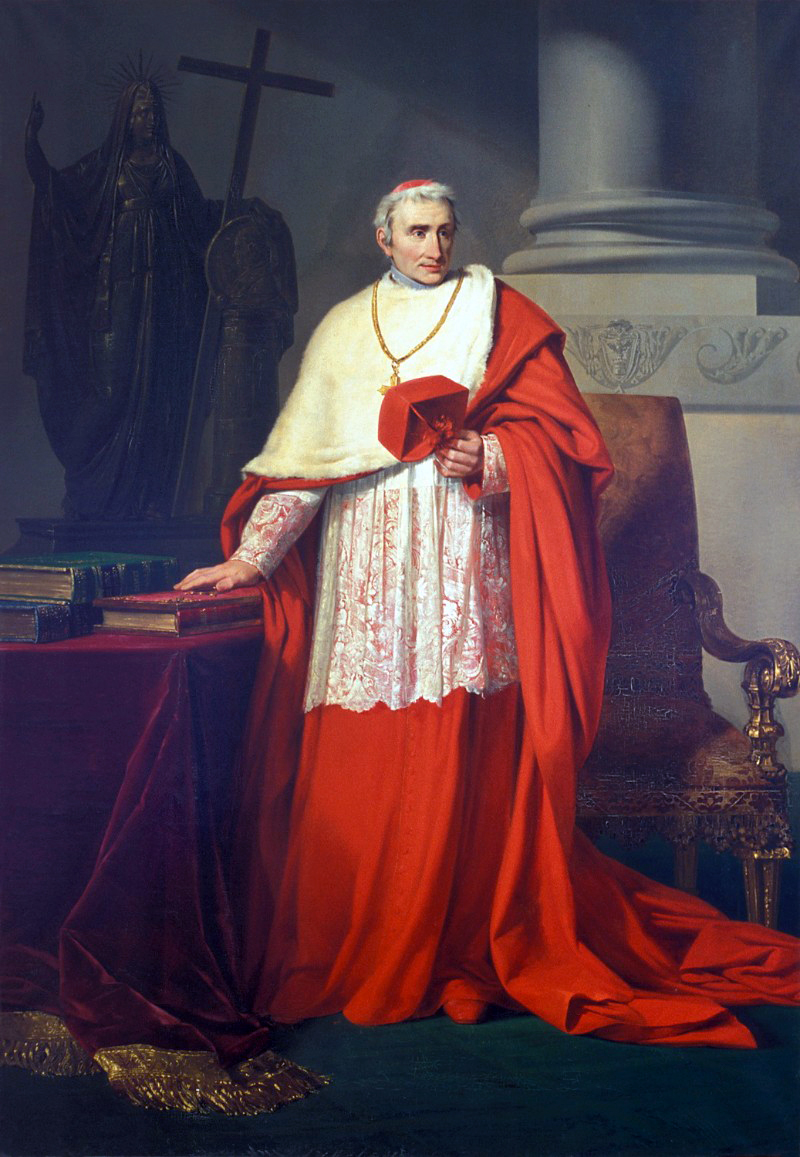
Giacomo Giustiniani-枢機卿

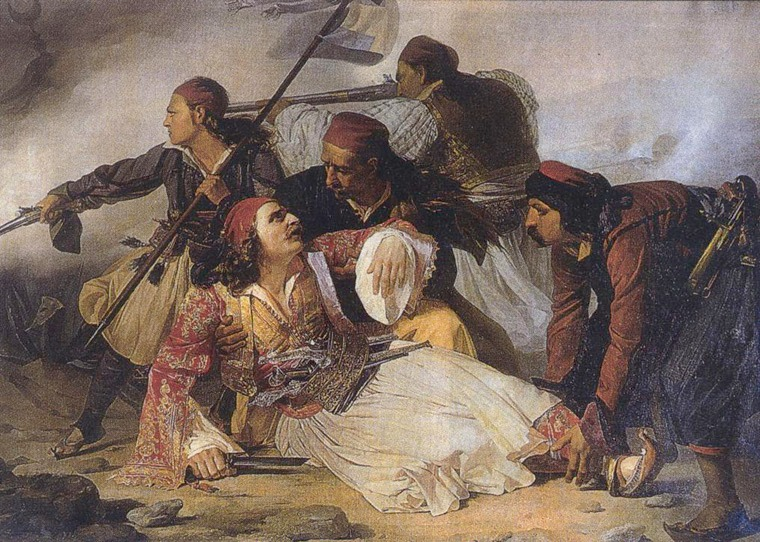
ギリシャ独立戦争のBotsarisの死
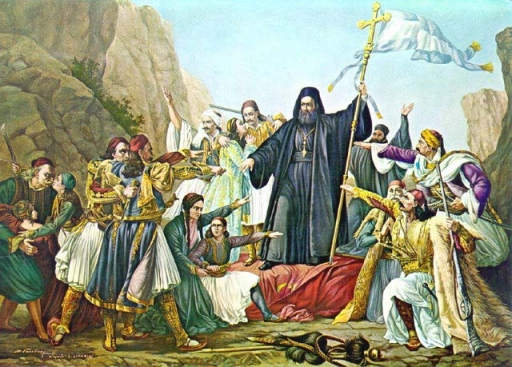
革命の旗を掲げるGermanos III of Old Patras
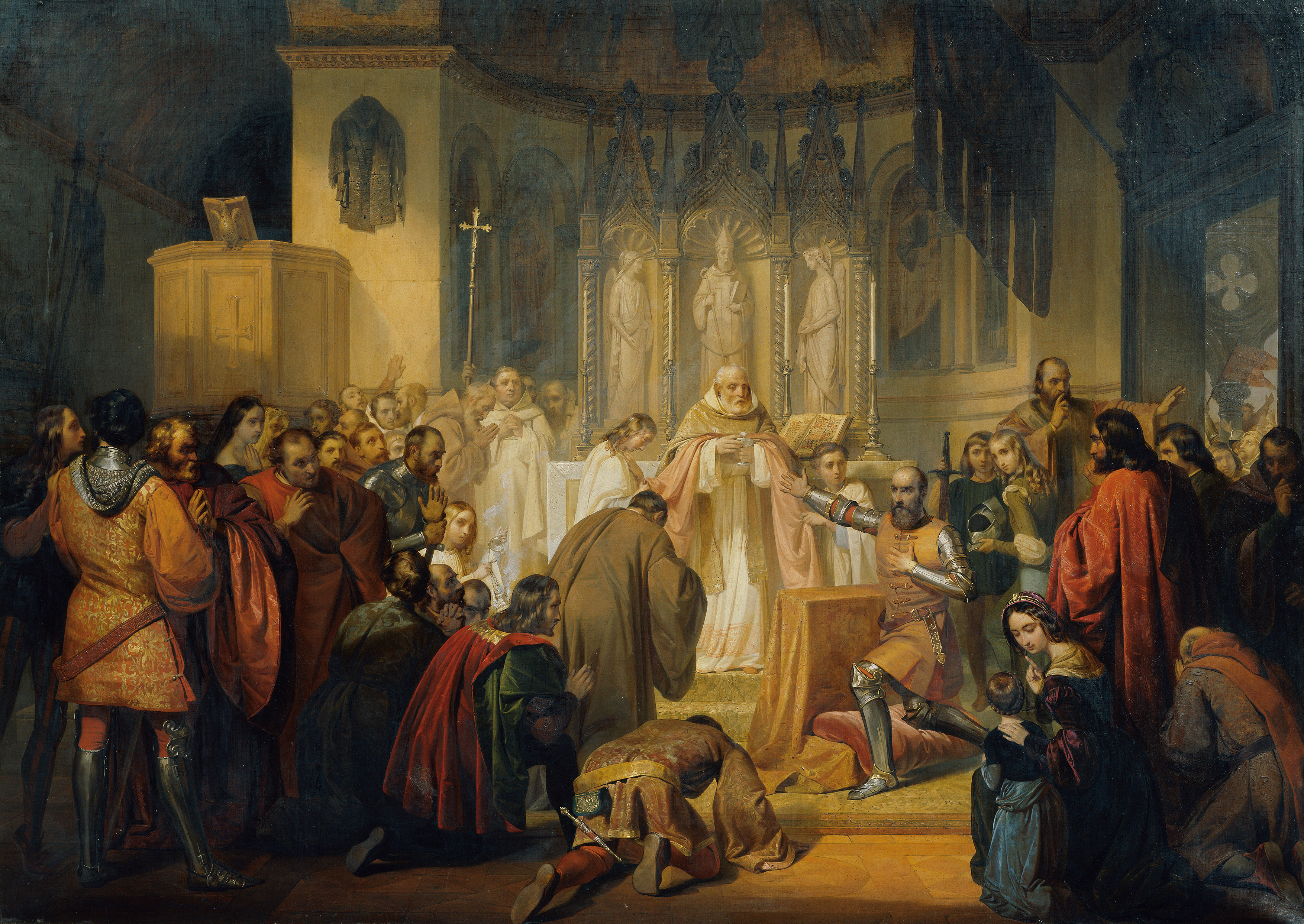
Vettor Pisani-14世紀のヴェネツィア艦隊司令官 (1852)